# Фермо
Фе́рмо (итал. Fermo) — коммуна в Италии, в итальянском области Марке, административный центр одноимённой провинции.
Население коммуны, на 01.01.2024 года, составляет 35 893 человека, плотность населения — 288,21 чел./км². Коммуна занимает площадь 124,54 км².
Почтовый индекс — 63900. Телефонный код — 0734.

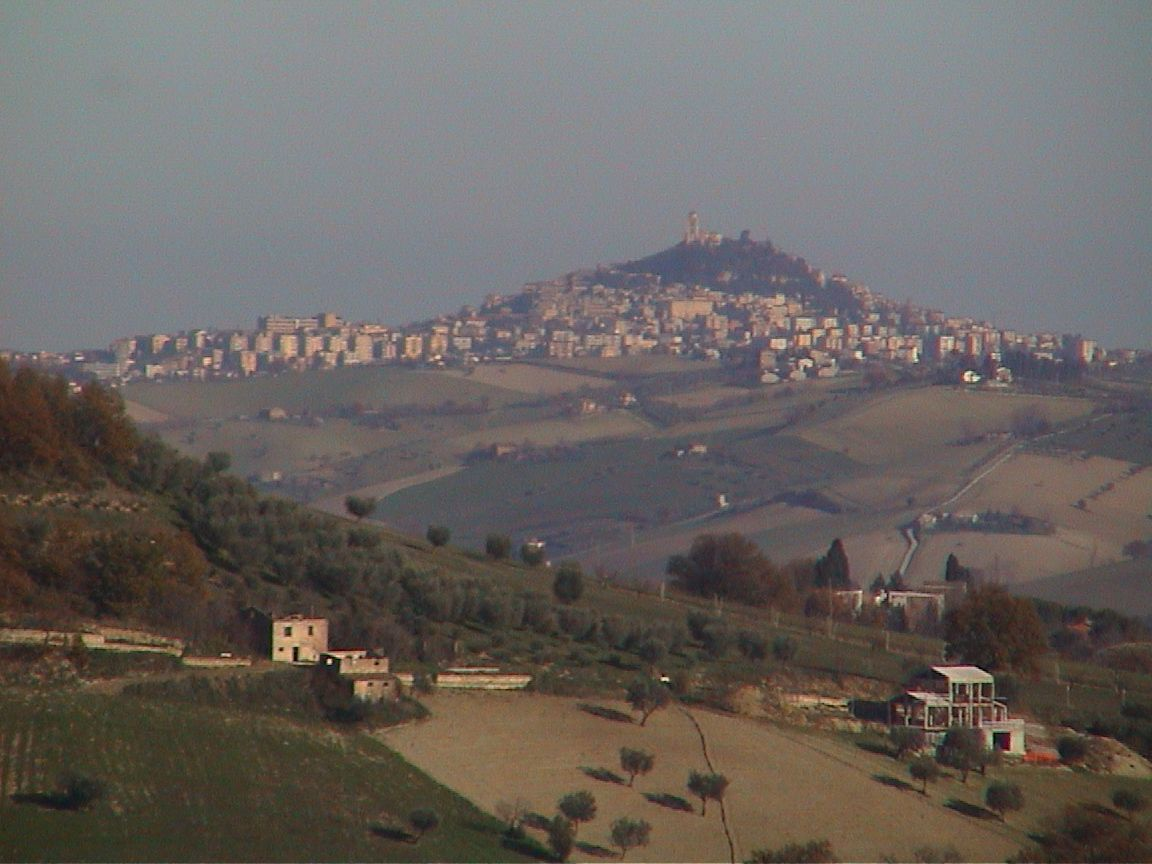
Город Фермо

В городе особо празднуется «Вознесение Девы» (Ассунта), празднование 15 и 16 августа. Покровителем города почитается святой Савин из Сполето.

## История
В 1199 году здесь построила свой дворец Агнесса, королева лангобардов.

## Администрация коммуны
Муниципалитет входит в движение «Соглашение мэров».

## Известные уроженцы и жители
- Мурри, Аугусто (1841—1932) — итальянский учёный, медик, один из наиболее выдающихся клинических врачей и новаторов своего времени. Ректор Болонского университета.
- Витторе Кривелли (между 1435 и 1440 — не позже 1502) — итальянский художник, младший брат Карло Кривелли, работал в Далмации и провинциальных городах Северной Италии.